# 谷正气
谷正气（1963年12月—2020年3月17日），男，湖南长沙人，中国车辆工程专家，教育家。湖南大学机械与汽车工程学院教授，湖南文理学院党委书记。

## 生平
1963年12月出生。籍贯湖南常宁。1980年至1984年，在南京航空学院飞机系学校，获工学学士学位。毕业在南昌飞机制造公司工作。1987年进入湖南大学机械系深造，1990年获硕士学位，1994年获博士学位。博士学位论文《汽车车身外流场的数值计算与应用研究》，导师黄天泽。
谷正气在毕业后选择留校任教。曾任湖南大学机械与汽车工程学院汽车系系主任（1996年－1997年）。2000年至2001年获德国克虏伯基金资助赴凯撒斯劳滕工业大学机械系做博士后研究。归国后任湖南大学机械与汽车工程学院常务副院长。2004年至2008年，历任湖南大学实验室与资产管理处处长、实验室建设与设备管理处处长。兼任中国汽车工程学会理事、中国汽车图书出版委员会委员等学术职务。2008年12月，任湖南工业大学副校长。2015年1月，任湖南文理学院党委副书记、院长。2016年4月，任湖南文理学院党委书记。2020年3月17日凌晨因突发心源性疾病逝世。

## 出版物
- 谷正气 (编). . 湖南大学出版社. 2000-05-01.
- 谷正气 (编). . 人民交通出版社. 2002-10-01.
- 谷正气等 (编). . 湖南人民出版社. 2002-01-01. ISBN 9787543827585.
- 谷正气 (编). . 人民交通出版社. 2003-01-01. ISBN 9787114044977.
- 谷正气 (编). . 高等学校车辆工程专业教材. 人民交通出版社. 2005-08-01. ISBN 9787114056420.
- 谷正气 (编). . 机械工业出版社. 2006-10-01. ISBN 9787111197492.
- 谷正气 (编). . 机械工业出版社. 2009-10-01. ISBN 9787111276036.
- 谷正气; 龙献忠; 魏饴 (编). . 社会科学文献出版社. 2017-01-01. ISBN 9787520100076.